# San Antonio de Palé
San Antonio de Palé è un villaggio della Guinea Equatoriale, sull'isola di Annobón. È il capoluogo della Provincia di Annobón. Il villaggio storico ha 600 abitanti, mentre con i sobborghi la città arriva a 4.443 persone secondo le stime del 2005.
Altri nomi della città sono: Palé, Palea, San Antonio, San Antonio de Palea, São Antonio da Praia e San Antonio de la Playa.
La città si trova nella parte settentrionale dell'isola e si affaccia sull'Oceano Atlantico. Ha un piccolo aeroporto, un imbarcadero, un centro di assistenza medica, un collegio, un faro, una emittente radio ed una missione cattolica dei Padri Clarenziani. Il porto è il principale punto d'accesso all'intera isola, con numerosi scambi sia di merci che di persone con l'isola di São Tomé.
Fondata dai portoghesi, venne utilizzata fin dal 1580 dai primi missionari, Cappuccini e Carmelitani, come centro di evangelizzazione degli schiavi fuggiaschi. Passata in mani spagnole nel 1778, fu affittata agli inglesi nel 1827 per farne un centro per il commercio degli schiavi.
Nonostante la lingua ufficiale sia lo spagnolo, molte persone parlano l'Annobonese (Fá d'Ambô o Fa d'Ambu), un creolo basato sul portoghese.

## =Aeroporti
San Antonio de Palé è servita dall'Aeroporto di Annobón.